# قاتل (نبات)

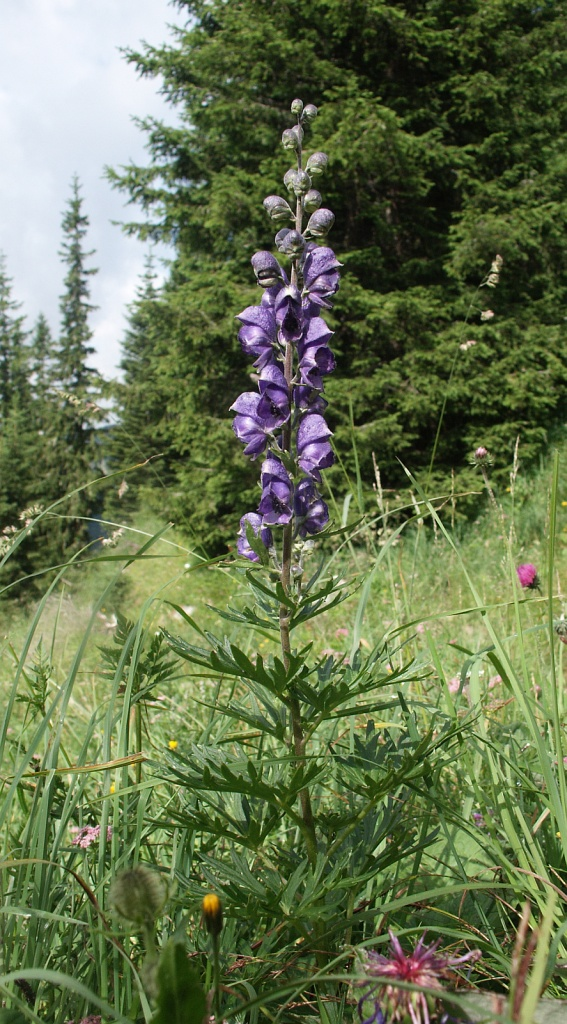
البيش هو نوع من جنس الآقونيطن المزهر، يسمى أحياناً قاتل الذئب.

مصطلح «قاتل» في علم النبات، هو مصطلح قديم في الأسماء الشائعة للنباتات المعروفة بأنها سامة أو ذات تأثير سمي.
في العصور الوسطى، كان يُعتقد أن العديد من النباتات السامة من جنس الآقونيطن لها صفات وقائية، وتقوم بالصد والحماية من بعض الكائنات.

## بعض النباتات القاتلة
- قاتل البق
- قاتل الدجاج
- قاتل الذئب
- قاتل الكلب